# De Onderneming (Schaijk)
De Onderneming is een in 1888 gebouwde windmolen in Schaijk (gemeente Maashorst). De beltmolen is tot 1947 als korenmolen in bedrijf geweest; in de daaropvolgende jaren werd het gaande werk uit de molen verwijderd om plaats te maken voor silo's. Op 19 november 1971 brandde de Onderneming geheel uit, waarna de molen opnieuw als silo werd ingericht.
Begin jaren 90 van de 20e eeuw werd de molen uitwendig voor het zicht compleet gemaakt met gebruikmaking van oude, afgekeurde onderdelen, maar is niet draaivaardig gerestaureerd. De Onderneming is als woning ingericht en is niet te bezoeken.
Thans verkeert de molen in een zeer slechte staat van onderhoud.